# Nelly Tsouyopoulos
Nelly Tsouyopoulos (geborene Saveriadou, griechisch Νέλλη Τσουγιοπούλου Σαβεριάδου Nelli Tsougiopoulou Saveriadou, * 13. April 1930 in Famagusta, britische Kronkolonie Zypern; † 5. Mai 2005 in Oxford) war eine britisch-deutsche Medizinhistorikerin. Sie war Professorin für Geschichte und Theorie der Medizin an der Universität Münster und Gründungsrektorin der Universität Zypern.

## Leben
Nelly Tsouyopoulos wurde als Tochter des Dorfschullehrers in Famagusta geboren. Sie studierte von 1947 bis 1952 Klassische Philologie, Geschichte und Archäologie an der Universität Athen und war danach als Lehrerin und Sozialarbeiterin auf Zypern tätig. Im Jahr 1957 nahm sie als Stipendiatin des griechischen Staates und der Alexander von Humboldt-Stiftung ein Studium der Philosophie, Mathematik und Pädagogik an der Universität München auf. Als Schülerin von Kurt von Fritz wurde sie 1962 mit einer Dissertation über Strafe im frühgriechischen Denken promoviert. Von 1967 bis 1971 war sie wissenschaftliche Mitarbeiterin am Forschungsinstitut für die Geschichte der Naturwissenschaften und der Technik des Deutschen Museums in München. 1972 wurde sie von Richard Toellner an das Institut für Geschichte und Theorie der Medizin der Universität Münster geholt, wo sie sich 1979 mit einer Arbeit zu dem Thema Andreas Röschlaub und die Romantische Medizin. Die philosophischen Grundlagen der modernen Medizin habilitierte und 1984 eine Professur für Geschichte und Theorie der Medizin erhielt. Zu ihrem Fach suchte Tsouyopoulos einen dezidiert philosophischen Zugang, wie sich nicht allein in ihren Arbeiten zur Verbindung von Romantischer Medizin (etwa auch bei Johannes Müller) und Philosophie (vor allem Friedrich Wilhelm Joseph Schelling), sondern vor allem in ihren systematischen Reflexionen zeigte.
Ende der achtziger Jahre wurde Tsouyopoulos als Präsidentin des Gründungssenats mit der Gründung der Universität Zypern beauftragt, die im Oktober 1992 in Nikosia eröffnet wurde. Als Mitglied der Berufungskommission berief sie unter anderem den Pädagogen Volker Lenhart von der Ruprecht-Karls-Universität Heidelberg für die Aufgaben der vergleichenden internationalen Erziehungswissenschaft. Seit 1996 gehörte Tsouyopoulos dem Vorstand des Instituts für Interdisziplinäre Zypern-Studien an der Universität Münster an.
Schüler von Tsouyopoulos waren unter anderen Thomas Rütten, Claudia Wiesemann und Urban Wiesing.

## Schriften (Auswahl)
Monographien
- Strafe im frühgriechischen Denken. Alber, Freiburg im Breisgau/München 1966 (überarbeitete Dissertation, Universität München, 1962).
- Andreas Röschlaub und die Romantische Medizin. Fischer, Stuttgart 1982 (Habilitationsschrift, Universität Münster, 1979).
- Asklepios und die Philosophen. Paradigmawechsel in der Medizin im 19. Jahrhundert (= Medizin und Philosophie. Bd. 2). Hrsg. von Claudia Wiesemann, Barbara Bröker und Sabine Rogge. Frommann-Holzboog, Stuttgart-Bad Cannstatt 2008.

Aufsätze
- Wir sind dem Asklepios einen Hahn schuldig. Von den philosophischen Sorgen der modernen Medizin. In: Philosophische Rundschau. Bd. 33, 1986, S. 76–102.
- Doctors contra clysters and feudalism. The consequences of a Romantic revolution. In: Andrew Cunningham, Nicholas Jardine (Hrsg.): Romanticism and the sciences. Cambridge University Press, Cambridge 1990, S. 101–118.
- Schellings Naturphilosophie. Sünde oder Inspiration für den Reformer der Physiologie Johannes Müller?. In: Michael Hagner und Bettina Wahrig-Schmidt (Hrsg.): Johannes Müller und die Philosophie. Akademie Verlag, Berlin 1992, S. 65–83.
- Die Entstehung der Medizin als praktische Wissenschaft. In: Zeitschrift für medizinische Ethik. Bd. 44, 1998, S. 99–105.
- La philosophie et la médecine romantiques. In: Mirko D. Grmek (Hrsg.): Histoire de la pensée médicale en Occident. Band 3, Seuil, Paris 1999, S. 7–27.
- Angst vor dem Tode und die Sehnsucht nach Unsterblichkeit. In: Friedrich Niewöhner und Richard Schaeffer (Hrsg.): Unsterblichkeit (= Wolfenbütteler Forschungen. Bd. 86). Harrassowitz in Kommission, Wiesbaden 1999, S. 103–113.